# Amara rufescens shismatica
Amara rufescens shismatica é uma subespécie de insetos coleópteros pertencente à família Carabidae.
A autoridade científica da subespécie é Antoine, tendo sido descrita no ano de 1957.
Trata-se de uma subespécie presente no território português.